# Santiago Tepetlapa
Santiago Tepetlapa är en ort i Mexiko.   Den ligger i kommunen Santiago Tepetlapa och delstaten Oaxaca, i den sydöstra delen av landet, 260 km sydost om huvudstaden Mexico City. Santiago Tepetlapa ligger 2 157 meter över havet och antalet invånare är 101.
Terrängen runt Santiago Tepetlapa är kuperad västerut, men österut är den platt. Runt Santiago Tepetlapa är det glesbefolkat, med 14 invånare per kvadratkilometer. Närmaste större samhälle är San Miguel Tequixtepec, 6,7 km öster om Santiago Tepetlapa. Trakten runt Santiago Tepetlapa består i huvudsak av gräsmarker.